# Ryan Strome
Ryan Strome (Mississauga, Ontario, 11 de julio de 1993) es un jugador profesional canadiense de hockey sobre hielo que se desempeña en la posición de centro en Anaheim Ducks, equipo de la National Hockey League (NHL).

## Carrera
Fue seleccionado en la primera ronda en la NHL Entry Draft de 2011. En 2013 hizo su debut profesional con el equipo New York Islanders, en el cual jugó cuatro temporadas (2013-2017), después pasó a Edmonton Oilers (2017-2018), luego a New York Rangers (2018-2022), posteriormente a Anaheim Ducks, donde lleva jugando dos temporadas.